# 洛タイ新報
洛タイ新報（らくタイしんぽう、社名：洛タイ新報）は、京都府南部の山城地方（宇治市以南）を中心に発行している日刊の地域紙。

## 概要
共に宇治市に本社を持っていた洛南タイムス社と城南新報が、2018年9月6日に経営統合を発表し誕生した。前身となる洛南タイムス社は1946年12月創刊、城南新報は1969年12月創刊。
発行エリアは宇治市、城陽市、京田辺市、久御山町、井手町、宇治田原町の6市町。朝刊のみの発行で、体裁はタブロイド判の通常8-16ページ建て。前身となる洛南タイムスに倣い、「洛タイ」の愛称で親しまれている。月額1,250円、1部売り70円。月曜日および祝祭日の翌日が休刊。
本社所在地は、京都府宇治市宇治里尻81-3。
2018年8月31日、城南新報が洛南タイムス社の全株式を取得し、前述の通り9月6日に洛南タイムス社と城南新報との経営統合が発表された。10月1日に洛南タイムス社の商号を洛タイ新報へ変更すると同時に、翌10月2日から新聞紙名も『洛タイ新報』に変更して発行していくこととなった。